# Aranka Hegyi
Aranka Hegyi, född 25 maj 1855 i Pest, Ungern, död 9 juni 1906 Pest, Ungern, ungersk skådespelare.

## Filmografi
- 1901 A Táncz